# Cabo Flamborough
El cabo Flamborough (en inglés, Flamborough Head) es un promontorio de 11,3 kilómetros de largo en la costa de Yorkshire (Inglaterra, Reino Unido) entre las bahías de Filey y Bridlington en el mar del Norte. Es un cabo de creta, y la resistencia que ofrece a la erosión costera puede contrastarse con la costa baja de Holderness al sur. Hay un amplio número de cavidades en Flamborough, más que en ningún otro lugar de caliza en Gran Bretaña, y la más grande se sabe que se extiende por más de 50 metros desde su entrada en la costa. El cabo Flamborough ha sido calificado como una Zona de Especial Conservación (SAC). Fue presentado en el programa de televisión Seven Natural Wonders como una de las maravillas de Yorkshire y brevemente en la primera serie de Coast.

## Faro

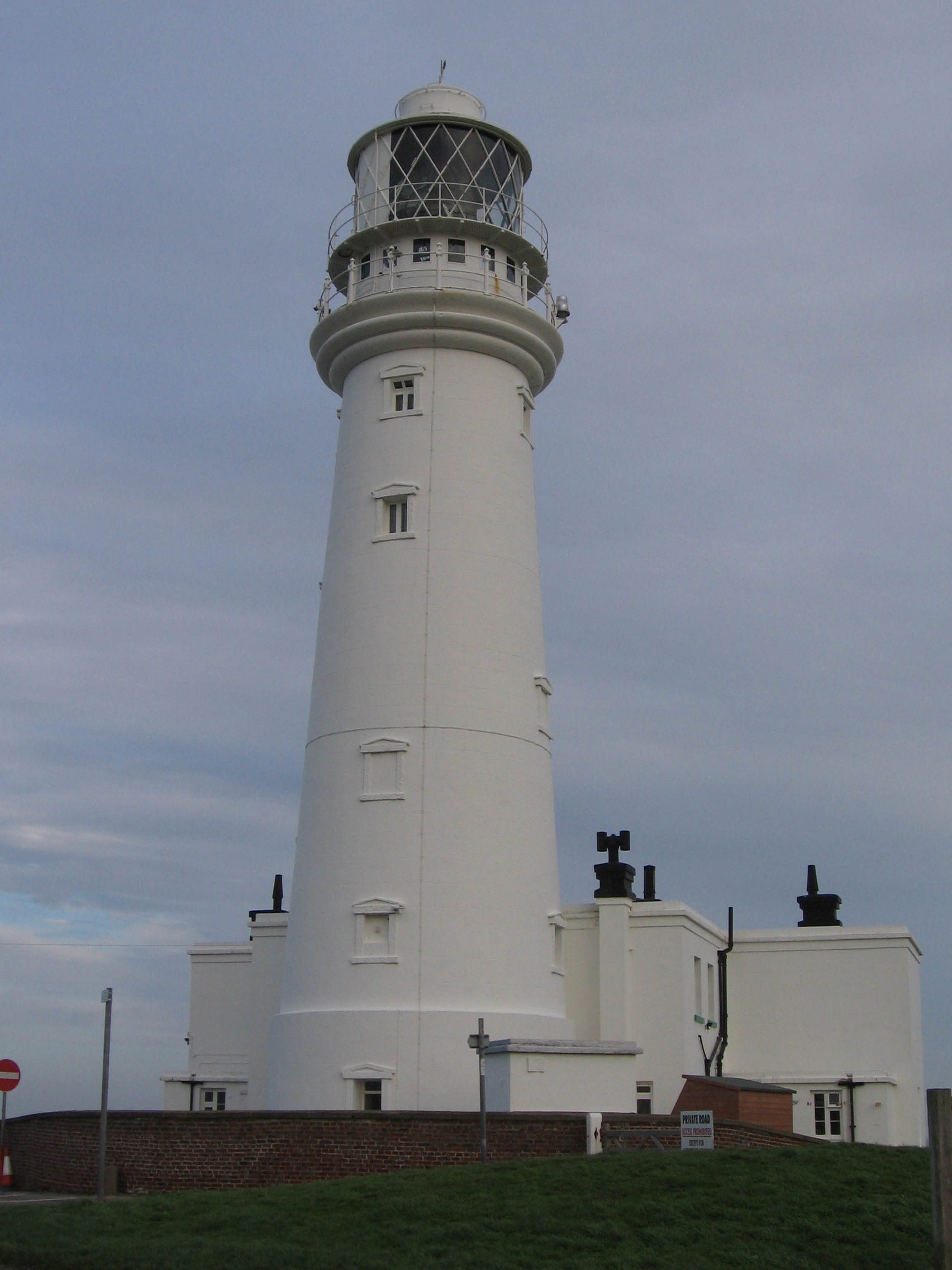
Faro del cabo Flamborough.

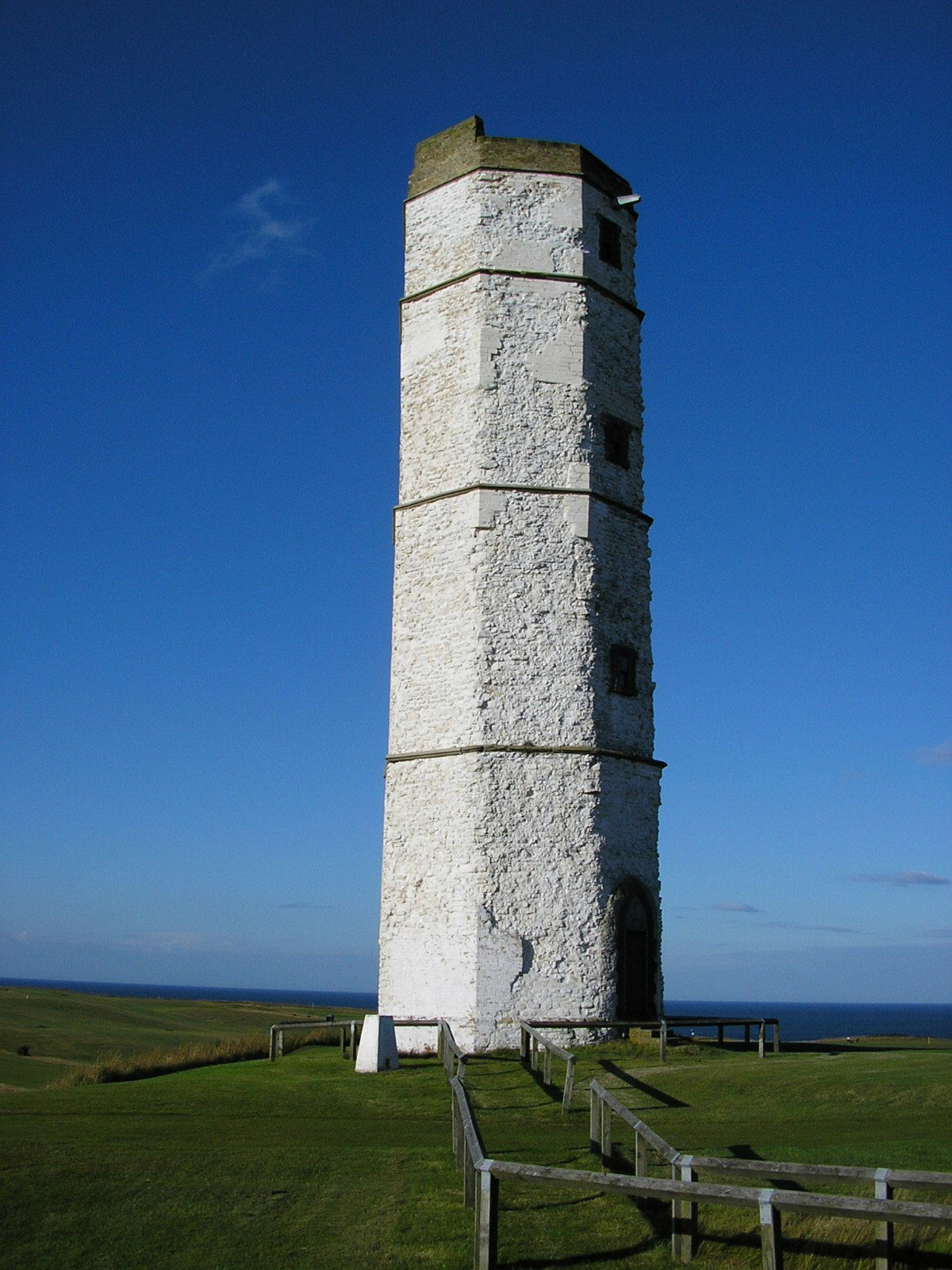
La torre de creta cerca del cabo Flamborough. Construida en 1674, es el faro más antiguo que se conserva completamente en Inglaterra.

En el cabo Flamborough hay instalado un faro que emite cuatro destellos cada 15 segundos. El faro es visitable.